# کوکی کانو
کوکی کانو (انگلیسی: Koki Kano؛ زادهٔ ۱۹ دسامبر ۱۹۹۷) شمشیرباز اهل ژاپن است.
وی در مسابقات کشوری و بین‌المللی در مجموع برندهٔ ۱ مدال طلا، ۳ مدال برنز شده‌است.